# LE-9

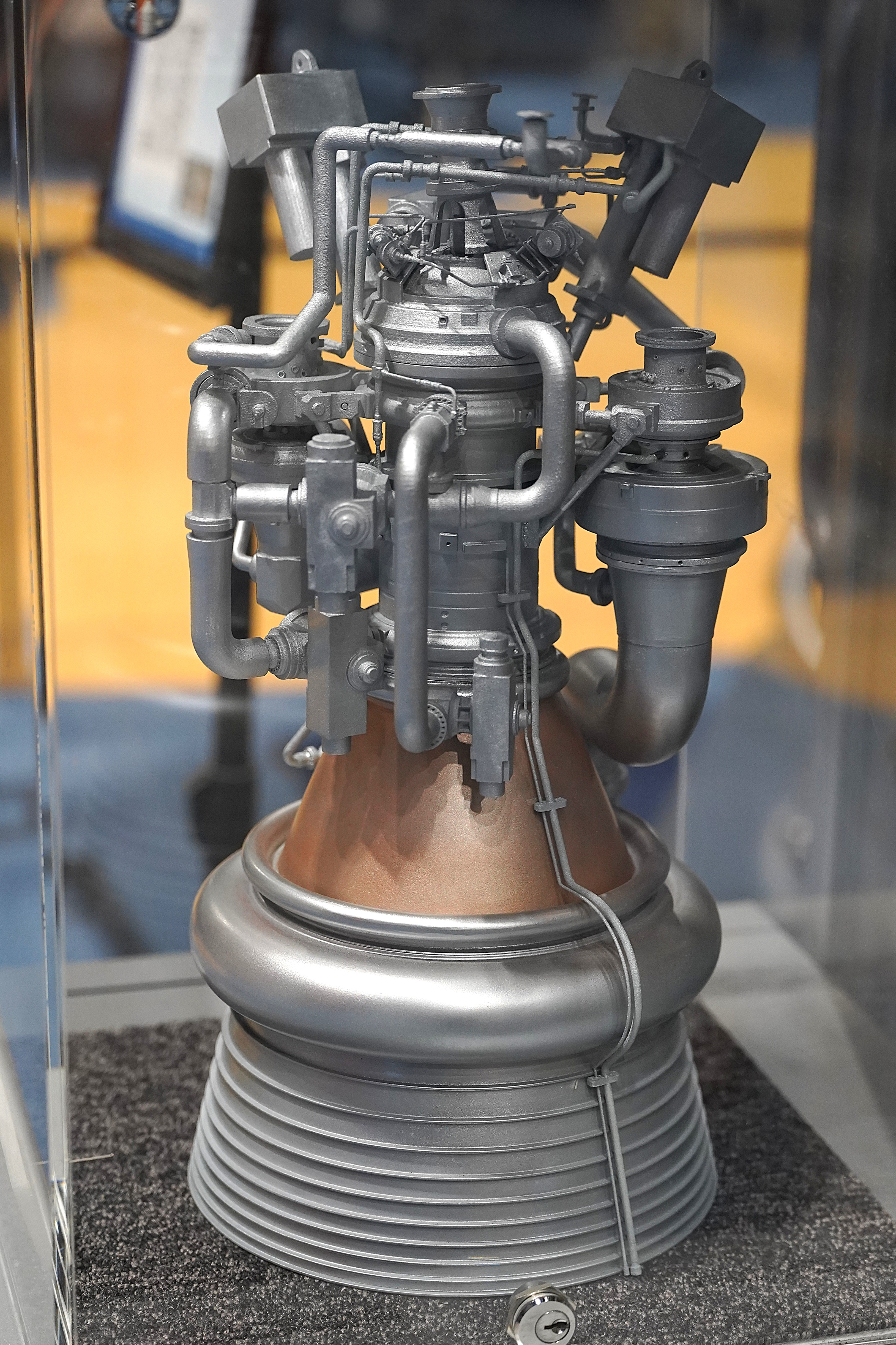
縮尺模型の右面

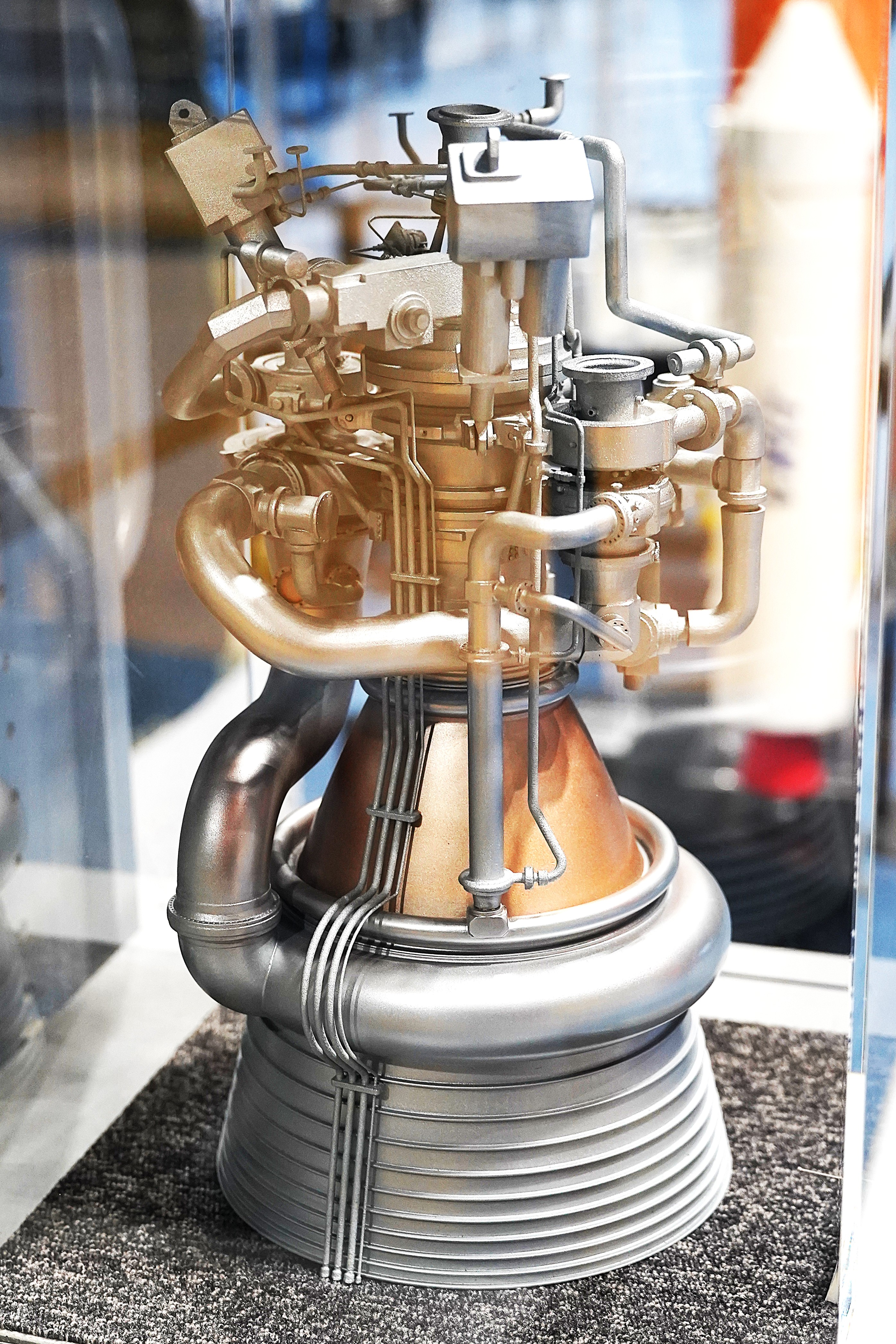
縮尺模型の左面

LE-9は、宇宙航空研究開発機構（JAXA）が三菱重工業とIHIと共に開発したH3ロケットの第1段用液体燃料ロケットエンジンで、世界初の第1段用の大推力エキスパンダーブリードサイクルエンジン。燃料に液体水素、酸化剤に液体酸素を使用し、H3ではペイロードの重量や投入軌道に合わせてLE-9を2基又は3基にクラスター化して用いる。「キー技術関連事業者」として三菱重工業がエンジンシステムを、IHIがターボポンプの開発を担当している。

## 概要
H3の先代機のH-IIA/Bでは、第1段用ロケットエンジンLE-7Aのエンジンサイクルに二段燃焼サイクルを採用している。二段燃焼サイクルは燃焼室で発生する燃焼圧を大きくすることが他のエンジンサイクルよりも容易であり比推力向上の点で優れているが、配管・タービン各所が高温高圧に晒されるため頑丈に製作する必要がありプリバーナー室等の追加の造作も必要なため製造コストが嵩む。
一方、現在の衛星打ち上げ市場において受注を勝ち取るためにはロケットの製造費用を下げて打ち上げ費用を下げることが重要である。このため、H3の1段目エンジンLE-9では従来の高価で複雑な二段燃焼サイクルにかわり、日本で最初に実用化された簡素で信頼性のあるエキスパンダーブリードサイクルを採用することにした。これによりLE-9の部品点数はLE-7Aより20%少なくなる。エキスパンダーブリードサイクルエンジンの開発と運用の前例として第2段用の推力 137 kN 未満のLE-5A/Bエンジンの実績はあるが、同サイクルはターボポンプの駆動エネルギーを燃焼室からの吸熱に頼るという物理的制約から大推力を生成することが難しく、第1段用エンジンとしての実用化は世界初の試みとなるため、1471 kN という大推力が必要とされるLE-9の開発はH3における最も挑戦的な開発要素となる。

## 研究・開発
LE-5AとLE-5Bの開発経験によりエキスパンダーブリードサイクルエンジン開発の第一人者であった三菱重工は、同サイクルエンジンの大型燃焼室製造技術に関する先行的研究のために、1999年からプラット・アンド・ホイットニー・ロケットダインと共同で、真空中推力 16–27 tf、真空中比推力 467 秒 の上段用エンジンMB-XX（MB-35とMB-60）の研究を開始し、2005年に燃焼実験を行った。
この上段用エンジンMB-XXの研究と並行して、2002年からJAXAは将来ロケットの第1段に大推力エキスパンダーブリードサイクルエンジンを適用する検討と研究を開始し、2010年からはJAXAが主導し、上記2社に加えてIHI、物質・材料研究機構、産業技術総合研究所も参画して、真空中推力 1450 kN、真空中比推力 430 秒 の第1段用技術実証エンジンLE-X実証研究を開始して、コンピュータ・シミュレーション（数値シミュレーション）を広範に取り入れながら要素技術の研究を行い、大推力エキスパンダーブリードサイクルエンジンの成立性の検証を行った。
そして2015年から、LE-Xの実証研究の成果を生かしてLE-9の開発が開始された。大推力を発揮するためにはターボポンプの大幅な性能向上が必要となるが、そのためには三菱重工が担当する燃焼器を大型化して吸熱・製造技術を向上させてタービン駆動ガスを高温化することと、IHIが担当する液体水素ターボポンプのタービンを高性能化させることが鍵となる。
大型化したLE-Xの燃焼器では大きな圧力変動（燃焼振動）が問題となったが、LE-9では噴射器エレメント長さに変化をつけることで共振の発生を抑え、圧力変動を吸収するレゾネータを燃焼室に付けることで燃焼安定性を大幅に向上させた。一方で2017年から行われていた実機型エンジンの燃焼試験においては、2018年11月以降に行われた試験において、共振により液体水素ターボポンプのタービン動翼に疲労破面を確認した。また、機械加工の噴射器と3D造型の噴射器に特性の違いが確認された。このため、この時点では従来通りの機械加工による噴射器を適用して、固有振動値を運転領域から外したタイプ1エンジンを先に認定し試験機1号機で使用し、その後に3D造型噴射器と固有振動値そのものを排除する抜本対策を施したタイプ2エンジンを認定して試験機2号機に使用する開発方針であった。
2020年2月13日には、8回目の第1段厚肉タンクステージ燃焼試験が3基の実機型エンジンで行われた。
しかし2020年5月26日から始まった認定型タイプ1エンジンの燃焼試験で、固有振動値を運転領域から外したはずの液体水素ターボポンプのタービン動翼に共振による疲労破面が再び確認され、新たにエンジン燃焼室内壁には高熱による幅0.5mm長さ1センチほどの穿孔が14か所見つかった。当初は再び確認された共振運転領域をさらに避けて運転するタイプ1エンジンを作成する予定であったが、検討の結果、固有振動値を運転領域から外すタイプ1エンジンの対策が有効ではない事が判明した。このため液体水素ターボポンプのタービン動翼の形状や枚数を見直して、念の為に液体酸素ターボポンプについても同様に設計を見直して共振対策をし、燃焼室内壁の穿孔については液体水素の噴射量を増やすことで冷却機能を強化すると同時にエンジンの起動・停止パターンを見直して熱対策をすることになった。これらの新たな対策を施した新たな開発仕様を実証してから試験機1号機を打ち上げることになり、H3ロケットの打ち上げは2021年度に1年延期されることになった。
2022年1月、JAXAはLE-9の技術的課題に対して「一定の技術的な目途を得ることができた」としながらも、「ターボポンプの翼の振動データからその他にも配慮すべき事象も確認された」ことにより、H3ロケットの打ち上げ予定時期は明言できないと再延期された。JAXAは、出来る限り早く開発スケジュールの目処を立てたいとしている。
2022年9月、JAXAは記者説明会を行い、2022年度内にH3ロケットの初打ち上げを目指すことを発表した。これによると、JAXAはLE-9の問題をできるだけ早く解決するために、組織と企業の垣根を超えた「ターボポンプ開発推進室」を設置したほか、複数の設計チームを編成して複数の問題解決案に基づいて同時並行で設計開発させた。各設計チームが液体水素と液体酸素の各ターボポンプに対して「0の矢」と呼ぶ最小限の設計変更から「3の矢」と呼ぶ最大限の設計変更までの4案づつ計8案に基づいて設計開発し、このうちどの設計変更案（矢）が最適かを比較検討して判断した。その結果、H3試験機1号機用のエンジンの液体水素ターボポンプには、2021年10月に一部改善効果を確認したタービンを追加工して減衰力を強化する「0の矢」と呼ばれる設計変更案が、液体酸素ターボポンプには、2021年6月に用いたタービンを基にタービン入り口部の流れの不均一性を抑制する「1の矢」と呼ばれる設計変更案が最適と判断し、11月に実機型ステージ燃焼試験を行なった。
2022年11月に最終試験となるエンジン燃焼試験を行い、12月23日に試験機1号機の打ち上げ日が2023年2月12日に決定された。
試験機1号機でのタイプ1、試験機2号機以降でのタイプ1A、恒久的に使う仕様のタイプ2と段階的な開発が行われている。

## 打ち上げ
LE-9を搭載したH3ロケット初号機は2023年3月7日に打ち上げられ、第1段のLE-9エンジンは問題なく動作したものの第2段エンジンの不着火で失敗したが、2024年2月17日のH3ロケット2号機の打ち上げは完璧に成功した。

## 諸元比較
|                       | LE-9                         | 技術実証エンジンLE-X(参考)   | LE-7A長ノズル(参考) |
| --------------------- | ---------------------------- | ---------------------------- | ------------------- |
| 燃焼サイクル          | エキスパンダブリードサイクル | エキスパンダブリードサイクル | 二段燃焼サイクル    |
| 真空中推力            | 150.0 tf (1,471 kN)          | 148 tf (1,450 kN)            | 112 tf (1,100 kN)   |
| 全長                  | 3.75m                        | -                            | 3.7m                |
| 重量                  | 2.4 ton                      | -                            | 1.8 ton             |
| 混合比                | 5.9                          | 5.9                          | 5.9                 |
| 真空中比推力          | 425 s                        | 430 s                        | 440 s               |
| 燃焼圧力              | 10.0 MPa                     | 12 MPa                       | 12.3 MPa            |
| LH2ターボポンプ回転数 | 約42,000 rpm                 | 40,000 rpm                   | 41,900 rpm          |
| LOXターボポンプ回転数 | 約17,000 rpm                 | 16,500 rpm                   | 18,300 rpm          |